# Aleksandra Ivošev
Aleksandra Ivošev (in serbo Александра Ивошев?; Novi Sad, 17 marzo 1974) è un'ex tiratrice a segno serba.

## Biografia
Nata a Novi Sad, nell'allora Jugoslavia, attuale Serbia, nel 1972, ha iniziato a tirare a segno nel 1988, a 14 anni.
Tra 1990 e 1994 ha vinto diverse medaglie nelle competizioni juniores, in particolare un oro e un argento mondiale e 3 ori e un argento europei.
Ha partecipato per la prima volta ai Giochi olimpici a 18 anni, a Barcellona 1992, dove si è classificata quattordicesima con 577 punti nella carabina 50 metri 3 posizioni, non riuscendo ad accedere alla finale a 8.
4 anni dopo ha vissuto il migliore anno della sua carriera, vincendo un bronzo europeo a Budapest 1996 nella carabina 10 metri aria compressa e 2 medaglie ai Giochi di Atlanta 1996: un bronzo nella carabina 10 metri, dove ha chiuso con 497.2 punti, dietro alla polacca Renata Mauer e alla tedesca Petra Horneber e un oro nella carabina 50 metri 3 posizioni, gara vinta con il record olimpico di 686.1. Nella stessa annata è stata premiata come atleta jugoslava dell'anno.
Ha partecipato nelle stesse 2 gare anche a Sydney 2000, concludendo ventesima con 391 punti nella carabina aria compressa e ventiduesima con 573 nella carabina 50 metri 3 posizioni, non riuscendo in nessuno dei due casi ad accedere alla finale.
Sia a Atlanta 1996 che a Sydney 2000 ha rappresentato la Jugoslavia, mentre a Barcellona 1992 aveva gareggiato tra i Partecipanti Olimpici Indipendenti.
Si è ritirata nel 2003, a 29 anni.

## Palmarès

### Giochi olimpici
- 2 medaglie:
  - 1 oro (Carabina 50 metri 3 posizioni ad Atlanta 1996)
  - 1 bronzo (Carabina 10 metri aria compressa ad Atlanta 1996)

### Campionati europei
- 1 medaglia:
  - 1 bronzo (Carabina 10 metri aria compressa a Budapest 1996)